# Yaguarón
Yaguarón este un oraș din departamentul Paraguarí, Paraguay.

## Personalități născute aici
- José Gaspar Rodríguez de Francia (1766 - 1840), avocat, fost președinte al statului Paraguay.